# ماريانا فاريلا
ماريانا جيسيكا فاريلا (ولدت 26 أغسطس 1996 ، في بوينس آيرس) عارضة أزياء وممثلة وحاملة لقب ملكة جمال بعدما توجت بمسابقة ملكة جمال الكون الأرجنتين 2019 ، مما جعلها تمثل بلدها الأرجنتين في مسابقة ملكة جمال الكون 2019. تخرجت ماريانا من جامعة أفيلانيدا بجامعة أفيلانيدا بدرجة علمية في موضوع الصحافة. أيضًا ممثلة الأرجنتين في مسابقة ملكة جمال غراند الدولية 2020 ، حيث وصلت إلى أفضل 10 متسابقات في الدور قبل النهائي.بحصولها على لقب ملكة جمال الأرجنتين 2020 الكبرى ، ومثلت بلدها في المسابقة التي أقيمت في بانكوك، وكانت فاريلا من بين العشرة الأوائل إلى جانب ممثلي بورتوريكو فابيولا فالنتين وماليزيا جاسبل شالاني وجمهورية التشيك دينيسا سبيرجيروفا وتايلاند شانتاراباديت نامفون.

## ملكة جمال الكون الأرجنتين 2019
شاركت فاريلا في مسابقة الجمال حيث حصلت على اللقب. توج من قبل مديرها الوطني ،  عثمان سوزا.

## ملكة جمال الكون 2019
شاركت في مسابقة ملكة جمال الكون 2019، فشلت في الفوز بمسابقة ملكة الجمال.

## حياتها الشخصية
في عام 2022 أعلن زواجها من فابيولا فالنتين ملكة جمال بورتوريكو 2020، التي تنافس معها في مسابقة ملكة جمال غراند إنترناشونال 2020، أنهما كانا يتواعدان منذ عامين.